# Флаг Юнтолово
Флаг внутригородского муниципального образования муниципальный округ Юнтолово в Приморском районе города Санкт-Петербурга Российской Федерации — опознавательно-правовой знак, служащий официальным символом муниципального образования и знаком единства его населения.
Утверждён 25 июня 2009 года и внесён в Государственный геральдический регистр Российской Федерации с присвоением регистрационного номера 5657.

## Описание
Представляет собой прямоугольное полотнище с отношением ширины флага к длине — 2:3, воспроизводящее композицию герба в зелёном, синем и жёлтом цветах.
Геральдическое описание герба гласит: «В поле понижено скошенном справа зеленью и лазурью наподобие бегущих волн — золотой сокол прямо, обернувший голову вправо с воздетыми и сходящимися вверху крыльями».

## Символика
Составлен на основании герба муниципального образования муниципальный округ Юнтолово, в соответствии с традициями и правилами вексиллологии и отражает исторические, культурные, общественные, национальные и другие местные традиции.
Символика сокола напоминает об орнитологии Юнтоловского заказника, названии муниципального образования муниципальный округ Юнтолово, былых лесных и болотных угодьях.
Жёлтый цвет (золото) символизирует могущество, силу, постоянство, веру, справедливость, добродетель и верность.
Синий цвет (лазурь) символизирует славу, честь, верность, искренность и безупречность, а также наличие нескольких прудов. Протекают две малые речки — Каменка и Глухарка.
Зелёный цвет символизирует надежду, свободу, радость, возрождение природы каждую весну, а также красоту местной природы и частичное расположение части Юнтоловского заказника.